# Chester FC
A Chester Football Club egy 2010-ben alapított angliai labdarúgóklub Chester városban. A csapat jelenleg az ötödosztályban szerepel.A klubot 2010-ben alapították a Chester City felszámolását követően. 

## Stadion
A Deva Stadionban játszanak, elődjeik otthonában. A stadiont jelenleg a Vauxhall Lookers Stadionnak hívják, egy szponzorálási szerződésnek köszönhetően. Kapacitása 5 376 és 4 170 ülőhely között van.
A stadion az angliai-walesi határon található. A pálya Angliában van, a nyugati lelátó hátulja már Walesben.

## Játékoskeret
Utolsó módosítás: 2020. május 23.
| # |     | Poszt | Név               |
| - | --- | ----- | ----------------- |
|   | ENG | K     | Russell Griffiths |
|   | ENG | K     | Theo Roberts      |
|   | ENG | V     | Simon Grand       |
|   | ENG | V     | Danny Livesey     |
|   | ENG | V     | Joel Taylor       |
|   | ENG | V     | Kevin Roberts     |
|   | ENG | V     | Jamie Morgan      |
|   | ENG | V     | Matty Thomson     |
|   | ENG | KP    | Iwan Murray       |
|   | ENG | KP    | Cain Noble        |
|   | ENG | KP    | Scott Burton      |
|   | ENG | KP    | Bradley Jackson   |

| # |     | Poszt | Név                |
| - | --- | ----- | ------------------ |
|   | ENG | KP    | John Johnston      |
|   | ENG | KP    | George Glendon     |
|   | FRA | KP    | Elton Ngwatala     |
|   | ENG | KP    | Gary Roberts       |
|   | ENG | KP    | Gary Stopforth     |
|   | ENG | KP    | Matty Waters       |
|   | NED | CS    | Akwasi Asante      |
|   | ENG | CS    | Matty Hughes       |
|   | ENG | CS    | George Waring      |
|   | ENG | CS    | Anthony Dudley     |
|   | ENG | CS    | Danny Elliott      |
|   | ENG | CS    | Lloyd-Marsh Hughes |

## Fordítás
- Ez a szócikk részben vagy egészben  a   Chester F.C. című angol Wikipédia-szócikk fordításán alapul.  Az eredeti cikk szerkesztőit annak laptörténete sorolja fel. Ez a jelzés csupán a megfogalmazás eredetét és a szerzői jogokat jelzi, nem szolgál a cikkben szereplő információk forrásmegjelöléseként.